# Fuencarral (metropolitana di Madrid)
Fuencarral è una stazione della linea 10 della metropolitana di Madrid.
Si trova nel quartiere di Santa Ana, nel distretto di Fuencarral-El Pardo.
Non è da confondere con l'omonima stazione di Cercanías, con la quale non ha alcuna corrispondenza.

## Storia
La stazione è stata inaugurata il 9 giugno 1982 come parte dell'antica linea 8, assieme al tratto compreso tra la stazione di Nuevos Ministerios e la stessa Fuencarral, passando a far parte della linea 10 il 22 gennaio 1998.

## Accessi
- Barrio Santa Ana Calle Molins de Rey, 4